# Онмура, Луис
Луис Ёсио Онмура (порт. Luiz Yoshio Onmura, 29 июня 1960, Сан-Паулу — 1 ноября 2024, Сантус, Сан-Паулу) — бразильский дзюдоист, призёр летних Олимпийских игр 1984 года в Лос-Анджелесе.

## Карьера
Родился в 1960 году в Сан-Паулу. В 1979 году стал обладателем серебряной медали Панамериканских игр. В 1980 году принял участие в Олимпийских играх в Москве, но стал лишь 13-м. В 1983 году завоевал серебряную медаль Панамериканских игр. В 1984 году на Олимпийских играх в Лос-Анджелесе стал обладателем бронзовой медали в весовой категории до 71 кг. В 1987 году завоевал серебряную медаль Панамериканских игр. В 1988 году принял участие в Олимпийских играх в Сеуле, но стал лишь 13-м.
Онмура умер от плоскоклеточного рака языка в Сантусе 1 ноября 2024 года в возрасте 64 лет.